# Jenseits des schweigenden Sterns
Jenseits des schweigenden Sterns (orig. Out of the Silent Planet), auch unter dem Titel Der verstummte Planet erschienen, ist ein 1938 veröffentlichter Science-Fiction-Roman des englischen Schriftstellers C. S. Lewis. Es ist der erste Band der Perelandra-Trilogie.

## Handlung
Hauptperson ist Dr. Elwin Ransom, Philologe und begeisterter Freizeitwanderer, der auf einer seiner Reisen von einem ehemaligen Mitschüler namens Devine und dessen Kollegen Weston entführt wird. Als er am nächsten Morgen aufwacht, bemerkt er, dass er sich im Weltraum, genauer gesagt in einem Raumschiff Westons befindet – eine für die damalige Zeit geradezu revolutionäre Entdeckung, da der Roman in den 1930er Jahren spielt. Die beiden Forscher eröffnen ihm darauf, dass das Raumschiff auf dem Weg nach Malakandra ist. Er kann diesen Namen mit keinem Planeten verbinden, stellt aber später fest, dass es sich um den Mars handelt.
Dort angekommen, wollen seine Entführer ihn fremdartigen Wesen, den sogenannten Seroni, opfern, um selbst verschont zu werden – so hätten es die Außerirdischen vermeintlich verlangt. Es gelingt Ransom, seinen Kidnappern zu entfliehen und in die ihm fremdartig erscheinende Natur zu flüchten. Diese wird beschrieben als vielfarbig und viel bunter als die der Erde, aber aufgrund der geringeren Gravitation auch als viel hochwüchsiger.
Er macht die Bekanntschaft eines andersartigen Wesens, das auf ihn weniger furchteinflößend wirkt als die Seroni, nämlich die eines Hross. Er freundet sich mit diesen einfachen, bäuerlichen, aber auch dichterisch begabten Wesen an, die Lewis wie eine Hommage an die Einfachheit und Unkompliziertheit darstellt. Im weiteren Verlauf muss er aus dem Hross-Dorf zur Insel Meldilorn reisen, dem Zentrum von Malakandra. Auf der Reise trifft er auch einen der Seroni und erkennt, dass diese als Verkörperung der marsianischen Weisheit ihn nicht opfern, sondern kennenlernen wollten. Auf Meldilorn befindet sich der Hauptort des übergeordneten Geistwesens (Oyarsa), das seit der Erschaffung des Planeten über Malakandra herrscht. Ihm wird eröffnet, dass auf jedem Planeten eines dieser Wesen herrsche, nur auf der Erde habe sich dieser Geist, noch bevor es Menschen gab, vom Guten abgewandt. Dabei sei der Kontakt zur Erde (dem Schweigenden Stern im Titel) verlorengegangen.
Im weiteren Verlauf des Buches trifft Ransom erneut Weston und Devine, die von Marsianern gefangen genommen worden sind. Ransom und später auch Weston und Devine werden von Oyarsa verhört, um den Grund ihrer Reise und ihres für die malakandrische Gedankenwelt nicht nachvollziehbaren Verhaltens auf dem Planeten zu erfahren. Dabei stellt sich heraus, dass Devine an der Ausbeutung der malakandrischen Goldvorkommen interessiert ist, während Weston eine Möglichkeit sucht, der Menschheit durch Expansion in den Weltraum und Verdrängung anderer Lebensformen eine unendliche Lebensperspektive zu eröffnen. Weston und Devine werden von Oyarsa des Planeten verwiesen, und Ransom entscheidet sich, ihr Schicksal zu teilen. Alle drei fliegen per Raumschiff in einer strapaziösen Reise zurück zur Erde.

## Aussage
Die gesamte Perelandra-Trilogie, aber auch dieses erste Buch, enthalten für den Leser auf den zweiten Blick einige theologische Grundaussagen. So bekommt Ransom von verschiedenen Seiten immer wieder Informationen über Maleldil, der als Schöpfer der Welt dargestellt wird und dem christlichen Gott gleichzusetzen ist. Der irdische Oyarsa habe sich vor langer Zeit von Maleldil abgewandt, heißt es im Buch – auf diese Art werden kritisch die vielen Kriege, Morde und Verbrechen der Menschheit auf der Erde erklärt. Die Erwähnung, dass Maleldil Schreckliches gewagt habe im Ringen mit dem Bösen, spielt anscheinend auf den christlichen Bericht des Lebens und Sterbens Jesu Christi als des Sohnes Gottes an. Andere Aussagen zur christlichen Theologie eröffnen sich dem Leser nicht direkt, sondern durch assoziative Vergleiche bei der Schilderung einer Welt, in der es im Gegensatz zur Erde keine bösen Einflüsse gibt bzw. in der diese Einflüsse überwunden wurden.
Nebenbei demonstriert der Roman auch die Sicht eines vor dem Weltraumzeitalter lebenden Laien auf das Weltall, auf die Planeten und das Gebiet zwischen ihnen, und hebt sich in origineller Weise von vielen anderen Science-Fiction-Abenteuern ab.